# Зюдерау
Зюдерау (нем. Süderau) — община в Германии, в земле Шлезвиг-Гольштейн. 
Входит в состав района Штайнбург. Подчиняется управлению Кремпермарш.  Население составляет 761 человек (на 31 декабря 2010 года). Занимает площадь 8,86 км².